# Arkadiusz Błacha
Arkadiusz Błacha (ur. 13 stycznia 1971 w Brzegu) – polski piłkarz ręczny, reprezentant Polski, rozgrywający.
Występował w Gwardii Opole. W 1994 roku przeniósł się do Iskry Kielce. W kieleckim klubie występował w sezonie 1994/1995 zdobywając 152 bramki i sięgnął po wicemistrzostwo Polski. Po roku przeniósł się do występującego w niemieckiej drugiej bundeslidze HSG Varel. W trzynastoletniej historii występów w tym klubie zdobył 2038 bramek, z czego 18 w meczu z TSV Bremervörde, z którym wygrana zapewniła awans z ligi regionalnej na drugi szczebel rozgrywek piłki ręcznej w Niemczech. Grając w HSG Varel pracował także jako trener drużyny juniorów, którą doprowadził do 3 miejsca w najwyższej klasie rozgrywkowej w swojej kategorii wiekowej. Dzięki występom i pracy w klubie zyskał uznanie wśród kibiców i włodarzy, dzięki czemu numer 13, z którym występował na parkiecie, jest zarezerwowany wyłącznie dla niego. W 2008 roku przeniósł się do występującego na tym samym szczeblu VfL Edewecht, w którym gra do dzisiaj.

## Osiągnięcia
- Srebrny medal Mistrzostw Polski:  1995